# Ernest Joyce

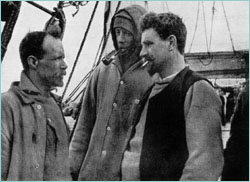
Ernest Joyce (a la derecha), con dos compañeros del equipo del mar de Ross.

Ernest Edward Mills Joyce (c. 1875 – 2 de mayo de 1940) fue un marino de la Marina Real Británica y un explorador polar, participó en tres expediciones a la Antártida durante los primeros años del siglo XX. Hijo de un humilde marinero, comenzó su carrera naval como grumete en 1891. Diez años más tarde se unió a la Expedición Discovery del capitán Scott de 1901-1904 como marinero de primera. En esta expedición causó una favorable impresión en Ernest Shackleton, que era uno de los oficiales del Discovery. En 1907 Shackleton contrató a Joyce para hacerse cargo de los trineos y de los perros en la Expedición Nimrod de 1907-1909. Después de haberse defendido bien en ese trabajo, se encargó de una tarea similar en la Expedición Antártica Australiana dirigida por Douglas Mawson en 1911, pero dejó la expedición, por razones que no están claras, antes de que partiese de Tasmania.
En 1914 Shackleton invitó a Joyce a unirse a la Expedición Imperial Trans-Antártica de 1914-1917, como miembro del grupo de apoyo llamado "equipo del mar de Ross", una vez más como responsable del trabajo con los trineos y los perros. Después de una serie de infortunios sufridos por el equipo del mar de Ross durante los años 1915 y 1916, Joyce se convirtió de facto en su líder, siendo posteriormente condecorado con la Medalla Albert por salvar la vida de tres de sus compañeros. Sin embargo, esta expedición marcó el final de la participación de Joyce en la exploración de la Antártida, a pesar de sus reiterados intentos por unirse a otras expediciones. 
Durante su carrera, Joyce concitó tanto apreciaciones adversas como comentarios positivos. Su eficacia sobre el terreno en las expediciones antárticas fue un hecho ampliamente reconocido: "El bueno y viejo Joyce", escribió Frank Wild de su compañero en la crucial tarea de colocar el depósito de Minna Bluff durante la Expedición Nimrod. Para muchos fue un "buen tipo y además jovial", Dick Richards, miembro del equipo del mar de Ross, lo describió "con una personalidad amable y un buen amigo". Por el contrario, Eric Marshall miembro de la Expedición Nimrod le consideró un hombre "de limitada inteligencia, resentido e incompatible con los demás", mientras que John King Davis, al negarse a participar en la Expedición Imperial Trans-Antártica, le dijo a Shackleton: "Me niego a participar en ninguna empresa en la que personas del tipo de Joyce estén incluidas". Su diario, y el libro que escribió basándose en él, han sido calificados como de auto-engrandecimiento y como el trabajo de un "fabulador". El historiador polar Roland Huntford, se suma a esas opiniones al decir que Joyce era una "extraña mezcla de fraude, extravagancia y capacidad".

## Infancia y años mozos

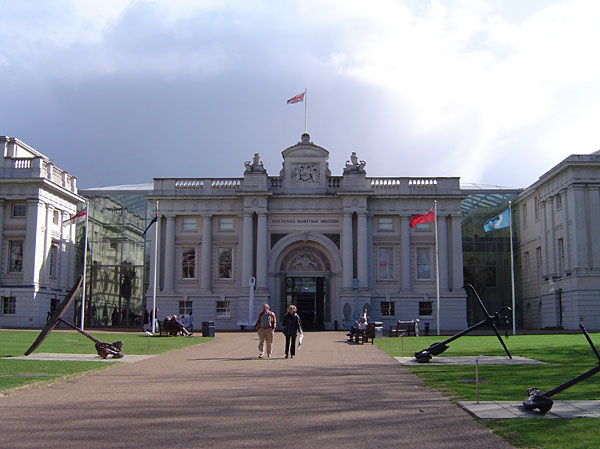
Estos edificios de Greenwich, ahora sede del Museo Marítimo Nacional, fueron la sede de la Escuela del Hospital Real para huérfanos de la Armada durante la infancia de Yoyce.

Los detalles de los que se dispone sobre las primeras etapas de la vida de Joyce son muy superficiales. Se cree que nació en 1875 en Bognor, Inglaterra, pero la fecha exacta se desconoce. Su padre y su abuelo habían sido marineros; después de la muerte prematura del padre, la madre de Joyce, con tres niños a su cargo y con los escasos ingresos provenientes de su trabajo como costurera, envió al joven Ernest a la Escuela del Hospital Real para Huérfanos de la Marina en Greenwich. Aquí, en un entorno austero, recibió una formación profesional que lo preparó para una carrera en la Armada Real Británica. Después de salir de la escuela a los 15 años de edad en 1891, se incorporó a la Marina como grumete, sirviendo durante los siguientes diez años como marinero y después como marinero de primera.
Ya no existen los registros detallados de su servicio naval entre 1891 y 1901. Ese último año, estaba sirviendo en el HMS Gibraltar en Ciudad del Cabo, donde hizo escala en septiembre el Discovery, barco de la expedición del capitán Scott a la Antártida. Scott estaba falto de personal y Joyce se ofreció como voluntario para unirse al Discovery, fue aceptado e inició la navegación hacia el sur con el barco de la expedición el 14 de octubre de 1901.

## Expedición Discovery, 1901-1904

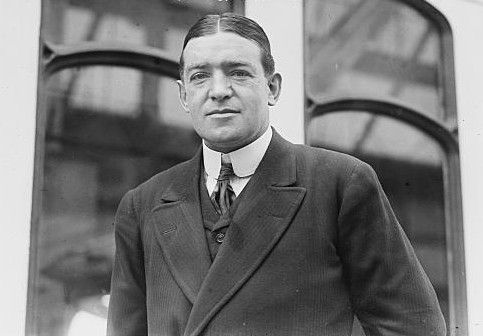
Ernest Shackleton, uno de los primeros mentores de Ernest Joyce

Joyce fue uno de los cuatro marineros, seleccionados entre varios cientos de voluntarios, que navegaron con el Discovery desde Ciudad del Cabo. Mantuvo un perfil relativamente bajo en esta expedición, Scott apenas lo menciona en su libro The Voyage of the Discovery, y en los diarios del viaje redactados por Wilson no aparece. Participó de buena gana en los trabajos de la expedición en la Antártida, ganando experiencia en el manejo del trineo y en las técnicas de conducción de los perros, así como en otros aspectos de la exploración antártica. Hacia el final de la expedición se unió a Arthur Pilbeam y Frank Wild, en un intento por escalar el monte Erebus, de unos 920 metros de altura. Joyce se vio más de una vez afectado por congelaciones, en una ocasión, dos compañeros, Michael Barne y George Mulock, estuvieron frotando el pie congelado de Joyce contra sus estómagos y dándole masaje en el tobillo durante varias horas para evitarle la amputación. Sin embargo, esas experiencias no le acobardaron, se sentía atraído por la Antártida con «una curiosa combinación de afecto y antipatía» que «le impulsaron a volver una y otra vez».

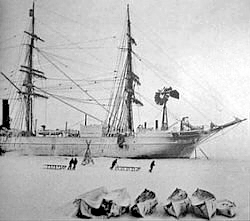
El Discovery en la Antártida.

Durante la expedición, Joyce coincidió con varios hombres que destacaron en la historia de las expediciones a la Antártida durante los años siguientes, entre otros Scott, Wilson, Frank Wild, Tom Crean, William Lashly, Edgar Evans y el más significativo, Ernest Shackleton. Joyce hizo varios viajes en trineo con Shackleton, dándole impresión de ser un hombre competente y fiable. También impresionó al capitán Scott, quien le calificó como «sobrio, honesto, leal e inteligente», y el organizador de la expedición Sir Clements Markham, más tarde lo describió como «un hombre honesto y digno de confianza». Su recompensa, al final de la expedición, fue el ascenso a oficial de 1.ª Clase gracias a la recomendación de Scott. Sin embargo, quedó afectado por «la fiebre de la exploración de la Antártida», no volviendo a reintegrarse en su puesto de la Armada. Abandonó la marina en 1905, pero encontró la vida civil insatisfactoria y se volvió a enrolar en 1906. Cuando un año más tarde se le presentó la oportunidad de unirse a la Expedición Nimrod de Shackleton, la aprovechó de inmediato.

## Expedición antártica británica (Nimrod), 1907-1909
Cuando Shackleton seleccionó a la tripulación del Nimrod para su expedición antártica, Joyce fue uno de sus primeros reclutas. La historia que se cuenta sobre la forma de reclutar a Joyce parece tener visos de ser cierta: se dice que un día Shackleton vio, desde las ventanas de la oficina de la expedición, pasar a Joyce en un autobús, envió a alguien a buscarle y cuando se vieron lo contrató sobre la marcha. Para unirse a la expedición, Joyce compró su baja en la Armada, y en años posteriores afirmó que Shackleton no le devolvió ese dinero a pesar de habérselo prometido. Esta fue una de las varias disputas sobre dinero que tensaron sus relaciones con Shackleton. Él, Shackleton y Frank Wild eran los únicos miembros de la expedición antártica con experiencia anterior, teniendo en cuenta los conocimientos adquiridos en la expedición Discovery, Joyce fue designado responsable de los almacenes de suministros, de los trineos y de los perros. Antes de la salida en agosto de 1907, él y Wild hicieron un curso intensivo sobre técnicas de impresión y encuadernación con Sir Joseph Causton de una empresa impresora en Hampshire porque Shackleton tenía la intención de publicar un libro y un boletín durante la expedición antártica.

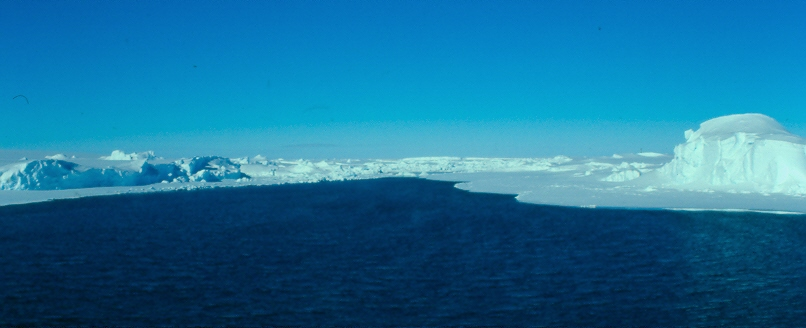
Ensenada en la Barrera de hielo de Ross, donde originalmente quiso instalar su base Shackleton durante la expedición de 1907-1909. La ensenada se había agrandado convirtiéndose en la bahía de las Ballenas, indicando que allí el hielo no era seguro.

El Nimrod partió de Nueva Zelanda el 1 de enero de 1908, y fue remolcado hasta los hielos de la Antártida por el remolcador Koonya. El 23 de enero, navegando ya con sus propios medios, llegó a la plataforma de hielo Ross (entonces conocida como la "Gran Barrera de Hielo ", o" barrera "), donde Shackleton había previsto instalar su base en una ensenada que descubrió durante la Expedición Discovery. Resultó imposible, no había ningún lugar viable para desembarcar en esa zona próxima a la tierra del rey Eduardo VII, Shackleton se vio obligado a romper un acuerdo que había hecho con Scott y llevó al Nimrod al estrecho de McMurdo. El lugar finalmente elegido para su base fue cabo Royds, a unos 32 al norte de Hut Point, lugar donde Scott instaló su base durante la expedición Discovery. Durante el tiempo que duró el difícil proceso de descarga del buque, Joyce permaneció en tierra al cuidado de los perros y de los caballos, y ayudando a construir la cabaña de la expedición. En marzo colaboró con el grupo que coronó con éxito el monte Erebus, a pesar de que no hacer la subida él mismo.
Durante el invierno siguiente, Joyce, con la ayuda de Wild, estuvo imprimiendo los ejemplares del libro de la expedición Aurora Australis, editado por Shackleton. Cuando estaba libre de las tareas de impresor, se dedicaba a preparar el equipo y los suministros para el viaje al Polo la próxima temporada, él suponía que, en vista de su experiencia, le incluirían. Sin embargo, varios incidentes habían reducido a cuatro el número de caballos, por ello Shackleton redujo a cuatro el número de miembros del equipo que viajaría al Sur. Uno de los excluidos fue Joyce al que el médico de la expedición, Eric Marshall, había diagnosticado un problema hepático e indicios de una enfermedad coronaria. Joyce no mostró resentimiento por la decisión, ayudó en la labor preparatoria y acompañó al equipo de expedicionarios polares durante siete días en su marcha hacia el sur. En los meses siguientes se hizo cargo de la mejora de los depósitos, para asegurar que el equipo que regresaba del sur tuviese suministros adecuados. Dejó un alijo de exquisiteces especiales en el depósito de Minna Bluff, además de los víveres y combustible habituales, eso le supuso recibir los más encendidos elogios por parte de Wild a su regreso.
Shackleton y su grupo regresaron sanos y salvos, consiguieron que el Nimrod aprovechase los últimos días disponibles para salir de aguas antárticas antes de que se helasen. La expedición consiguió llegar al punto más al sur alcanzado hasta la fecha, los 88°23′ S, a tan solo 180 km del Polo Sur. Joyce se había quedado en la retaguardia, aguardando el regreso del grupo y preparado para salir en su busca si no regresaban. El Nimrod llegó finalmente a Londres en septiembre de 1909 y se preparó en él, bajo la dirección de Joyce, una exposición flotante con materiales y objetos de la expedición. Shackleton le pagó un sueldo de 250 libras al año por ello (equivalentes en 2008 a unas 18.000£), una cantidad muy generosa para la época. Posteriormente, Joyce, a falta de un empleo fijo buscó enrolarse en otra expedición.

## Expedición Antártica Australiana, 1911
Joyce no fue invitado a unirse a la Expedición Terra Nova del Capitán Scott, aunque algunos hombres de Shackleton si fueron invitados, incluido Frank Wild que declinó la invitación. En cambio, Joyce y Wild fueron contratados por Douglas Mawson para la Expedición Antártica Australiana. Joyce viajó a Dinamarca para adquirir perros para la expedición, y los llevaron a Tasmania, donde, según un relato, fue "despedido" por Mawson antes de que la expedición abandonase Australia. Sin embargo, esto no es concluyente, otros cronistas dicen que Mawson y Joyce simplemente "se cayeron mal y cada cual siguió su camino", y según otra versión Joyce fue despedido tras reducir Mawson los equipos de tierra previstos de tres a dos. Mawson, al parecer, comenzó a desconfiar de Joyce, como él mismo dijo "pasaba mucho tiempo en los hoteles", sugiriendo que se trataba de un problema de bebida. Fuesen cuales fuesen las circunstancias, Joyce no partió con la expedición, permaneció en Australia y consiguió un trabajo en el puerto de Sídney.

## Expedición Imperial Trans-Antártica, 1914-1917

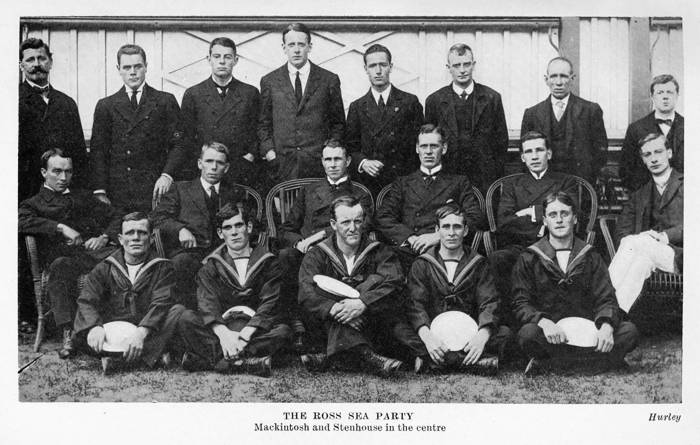
Miembros del equipo del mar de Ross fotografiados en Australia antes de la partida. Joyce es el del extremo izquierdo, fila inferior.

### Equipo del mar de Ross
Joyce, todavía en Australia, fue contactado por Shackleton en febrero de 1914 para que participase en la Expedición Imperial Trans-Antártica integrado en el grupo de apoyo llamado equipo del mar de Ross. En caso de que cambiasen los planes para la expedición y esta fuera a hacerse con solo un barco, Joyce se uniría a ese único grupo con destino al mar de Weddell. Más tarde, Joyce afirmó, sin pruebas, que Shackleton le había ofrecido un puesto en el grupo principal que haría la travesía continental. Joyce también tergiversó en su libro, las características de su puesto en el equipo del mar de Ross, ocultando el hecho de que Shackleton le dejó claro que trabajaría a las órdenes de un oficial, mientras que él afirmó que Shackleton le había dado la autoridad exclusiva sobre los perros y los trineos.
La tarea del equipo del mar de Ross, bajo el mando de otro veterano de la expedición Nimrod, Aeneas Mackintosh, consistía en establecer una base en el estrecho de McMurdo y luego colocar una serie de depósitos de suministros a través de la barrera de hielo de Ross para ayudar al grupo que iba a cruzar la Antártida en su aproximación al mar de Ross. Shackleton consideraba esta tarea como de rutina y escribió: "Yo no había previsto que los trabajos presentasen ninguna dificultad". Sin embargo, el equipo había sido reunido con muchas prisas, y se seleccionó a personal sin experiencia. Tan solo Joyce y Mackintosh habían estado con anterioridad en la Antártida, y la participación de Mackintosh en trabajos polares había sido breve.

### Retrasos significativos
La salida del Aurora de Australia se retrasó por una serie de reveses financieros y de problemas de organización, por lo que no llegaron al estrecho de McMurdo hasta el 16 de enero de 1915, muy tarde ya para realizar el trabajo de instalación de depósitos por el cambio de estación. Mackintosh, no obstante, insistió en que deberían comenzar los trabajos con los trineos sin demora, con miras a dejar establecidos los depósitos previstos en los 79° y 80°S. Joyce se opuso al plan alegando que tanto los miembros del equipo como los perros necesitaban tiempo para aclimatarse y entrenarse. Sin embargo, Mackintosh rechazó el planteamiento de Joyce, pues creía que Shackleton podría tratar de cruzar el continente en esa primera temporada.

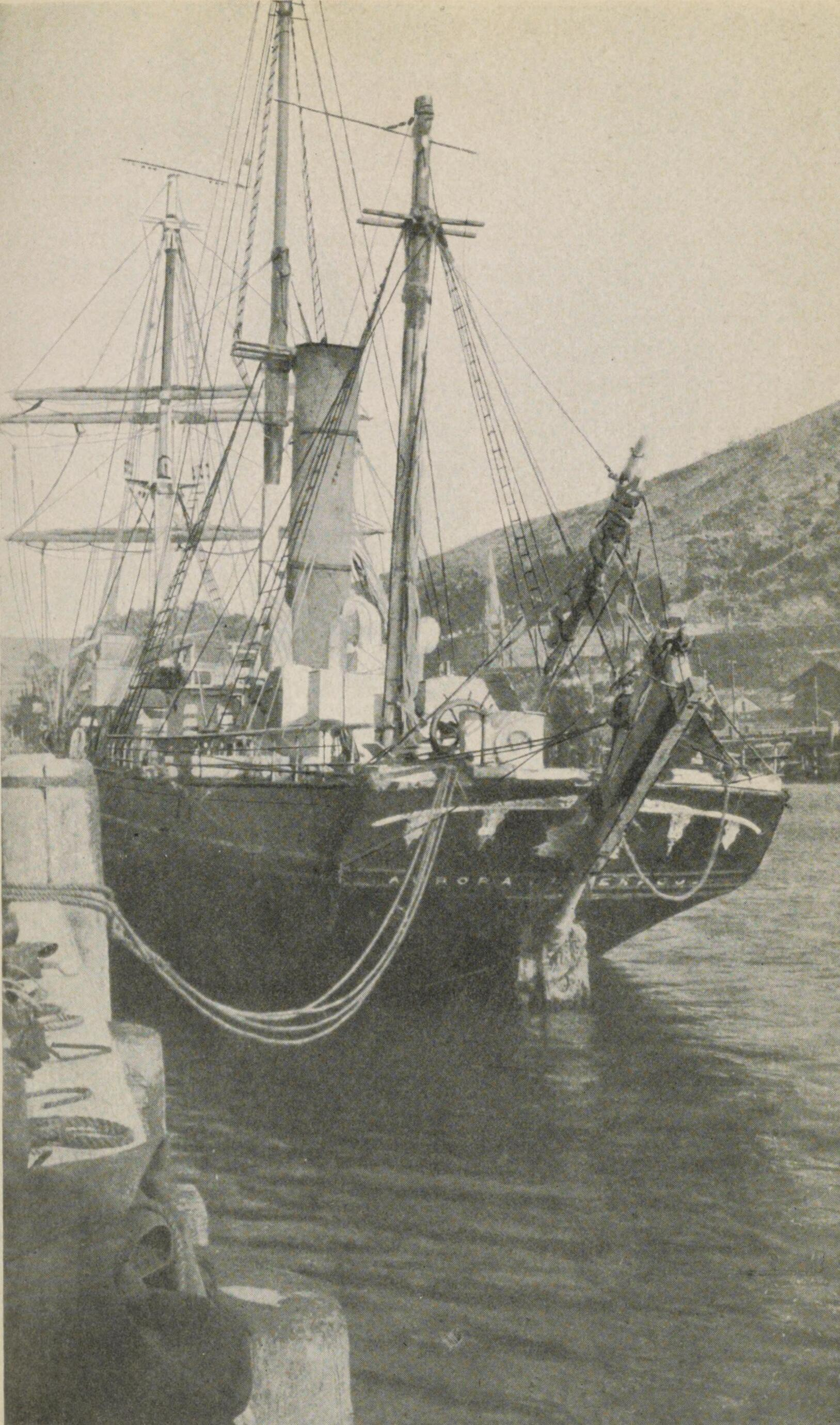
El Aurora en Nueva Zelanda, después de su viaje a la deriva.

Mackintosh irritó a Joyce al decidir dirigir él mismo el viaje para colocar los depósitos, además de no atender las reclamaciones de Joyce acerca de que era él el que tenía asignada la responsabilidad de dirigir los trineos y los perros. El equipo se dividió en dos grupos, y el viaje comenzó el 24 de enero, en una atmósfera de caos. Los primeros intentos que hicieron para viajar a lo largo de la barrera se vieron frustrados por el estado del hielo y además el grupo de Mackintosh se perdió en el mar de hielo entre cabo Evans y Hut Point. Joyce, en privado, se regodeaba con esa prueba de la inexperiencia del capitán. Los equipos llegaron al depósito de Bluff en los 79° el 9 de febrero, el grupo de Joyce tuvo, aparentemente, un viaje más fácil. Surgió después otra fuerte controversia con Mackintosh por su plan de utilizar a los perros para llegar a los 80°S. Joyce argumentó enérgicamente en contra de esa idea, varios perros ya habían muerto, y consideró que el resto debía ser preservado, pero de nuevo su propuesta fue rechazada. El 20 de febrero, el equipo llegó a los 80° de latitud sur y colocaron el depósito. El resultado de este viaje consistió en haber transportado 48 kilos de combustible y provisiones al depósito de los 80°S y 72 kg al de los 79°S. Pero 200 kg de suministros habían sido abandonados en el trayecto para ahorrar peso y ello a causa del agotamiento. Nunca se llegó a depositar la cantidad total en los depósitos.
Los hombres y los perros estaban agotados. En el viaje de vuelta, las condiciones meteorológicas a lo largo de la barrera fueron pésimas, todos los perros perecieron, tal y como Joyce había advertido, y el equipo regresó a Hut Point el 24 de marzo, completamente agotado y con graves congelaciones. Después de estar retenidos en Hut Point durante diez semanas por el estado del hielo en la zona del estrecho de McMurdo que tenían que cruzar para llegar a cabo Evans, el grupo finalmente llegó allí en junio. Al llegar se enteraron de que el Aurora, con la mayor parte del equipo y de los suministros del grupo que estaba en la costa, había desaparecido en el mar de hielo tras haber roto sus amarres durante una tormenta, su regreso no se preveía que fuese pronto. Afortunadamente, las raciones para los depósitos habían sido desembarcadas del buque antes de su marcha involuntaria. Sin embargo, el equipo de tierra había perdido la mayor parte de su propia ropa, comida, combustible y equipo; para sustituir la pérdida debían improvisar aprovechando los suministros que dejó en la zona del cabo Evans la Expedición Terra Nova de Scott de 1910-1913, añadiendo a eso la carne y grasa de foca que consiguieron por allí. Joyce demostró ser un "experto carroñero", desenterrando y recuperando los suministros abandonados por la expedición de Scott, entre otros tesoros, encontró una gran tienda de lona con la que pudieron confeccionarse ropa. También se dedicó a la costura, cosió unas 500 bolsas para almacenar raciones a partir de mantas encontradas por allí.

### El largo viaje para colocar depósitos
El viaje se inició el 1 de septiembre de 1915. Los hombres estaban insuficientemente formados y faltos de entrenamiento, con ropas primitivas e inadecuadas y con todo el equipo improvisado. Con sólo cinco perros, el trabajo de arrastrar los trineos lo harían principalmente los hombres del equipo. Según el plan establecido, antes de comenzar la marcha hacia el sur para colocar los depósitos, debían transportar todos los suministros a una base de partida adelantada en Minna Bluff, recorrieron 1.300 km hasta allí arrastrando 1700 kg de suministros. Esta fase del trabajo les ocupó hasta el 28 de diciembre, volviendo a producirse desacuerdos entre Joyce y Mackintosh sobre el empleo de los perros. Los miembros más débiles del grupo, Arnold Spencer-Smith y el propio Mackintosh, ya comenzaban a dar muestras de su derrumbe físico y aún faltaba por realizar la larga marcha hacia el glaciar Beardmore, allí, a los 83°30′ S, debían instalar el último depósito.

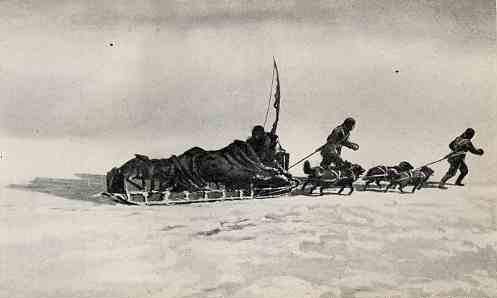
Un cuadro representando a Mackintosh y Spencer-Smith siendo arrastrados en el trineo.

El grupo se vio reducido a seis miembros cuando tres de ellos se vieron obligados a regresar al refugio al estropeárseles el hornillo Primus sin la que les era imposible prepararse la comida y descongelar agua. En la parte final del viaje, junto con Mackintosh y Joyce, estuvieron Spencer-Smith, Ernest Wild (hermano de Frank), Dick Richards y Victor Hayward. Ayudados tan solo por cuatro perros, iban caminando hacia el sur, cada vez más afectados por la congelación, la ceguera de las nieves, y algunos por el escorbuto. Spencer-Smith se derrumbó y tuvo que ser llevado en el trineo. Mackintosh, apenas podía caminar, luchó dando tumbos pero cuando ya instalaron el último depósito fue incapaz de seguir el viaje, siendo colocado en el trineo junto a Spencer-Smith. La dirección del grupo, tras dejar atrás el depósito base de partida en Minna Bluff, recayó en Joyce que se convirtió en el líder indiscutible. El viaje de regreso fue una larga y dura lucha que acabó costándole la vida a Spencer-Smith, y al resto les llevó al límite de su resistencia. A Mackintosh le sobrevino un colapso físico y mental, y tuvo que ser dejado en una tienda, mientras que Joyce, sufriendo él mismo gravemente de ceguera de la nieve, llevó el resto del grupo a la seguridad de Hut Point. Él y Ernest Wild regresaron y recogieron a Mackintosh, estando los cinco sobrevivientes de vuelta en el refugio de Hut Point el 18 de marzo de 1916.

### Rescate
Los cinco presentaban en ese momento síntomas de escorbuto. Sin embargo, al cabo de un tiempo relativamente corto, con una dieta a base de carne fresca de foca que capturaban por la zona de Hut Point, se recuperaron. A mediados de abril, están ya lo suficientemente bien como para comenzar a pensar cuando iban a cruzar el estrecho salvando los 21 km que les separaban de la base de cabo Evans. 
Joyce estuvo comprobando el hielo del mar el 18 de abril y lo encontró firme, pero al día siguiente, una tormenta proveniente del sur, azotó el mar destrozando el hielo. El ambiente en el refugio de Hut Point se volvió sombrío, y la dieta, siempre a base de carne de foca, se hizo deprimente. Esta situación parece que afectó en particular a Mackintosh, quien el 8 de mayo, y a pesar de las insistentes recomendaciones en contrario de Joyce, Richards y Ernest Wild, decidió correr el riesgo de ir andando sobre el hielo recién formado hasta cabo Evans. Víctor Hayward se ofreció a acompañarlo. Joyce, que había hecho ímprobos esfuerzos tratando de que Mackintosh y Hayward permaneciesen en la seguridad del refugio de Hut Point, escribió en su diario: "No entiendo cómo estas personas están tan ansiosas por arriesgar sus vidas de nuevo". Poco después de su salida, una tormenta de nieve se abatió sobre la zona, y ya no se volvió a ver a ninguno de los dos, lo más probable es que cayesen al mar por una grieta en el hielo. Joyce y los demás comprendieron como había ocurrido solo después de llegar a cabo Evans en julio, cuando Joyce organizó su búsqueda siguiendo las huellas que aún se podían ver. Durante los meses siguientes, se enviaron varios grupos a buscarles por las costas e islas del estrecho de McMurco, pero sin éxito. Joyce también organizó viajes para conseguir muestras geológicas de la gran barrera y para visitar la tumba de Spencer-Smith, donde erigieron una gran cruz. En ausencia del barco, los siete restantes sobrevivientes pasaron el tiempo lo mejor y más tranquilamente que pudieron, hasta el 10 de enero de 1917, cuando apareció el Aurora con Shackleton a bordo para llevarlos a casa. Al verle en el barco comprendieron que sus esfuerzos instalando los depósitos habían sido inútiles, pues la travesía del continente no se realizó al hundirse el Endurance tras ser aplastado por los hielos del mar de Weddell unos dos años antes.

## Epílogo

### Después de la expedición
Tras su regreso a Nueva Zelanda, Joyce fue hospitalizado, principalmente por los efectos de la ceguera de la nieve, y según contó, tuvo que usar lentes oscuras durante 18 meses. Durante este período se casó con Beatrice Curtlett de Christchurch. En aquellos momentos, probablemente estaba incapacitado para hacer viajes polares, aun así intentó enrolarse de nuevo en la marina en 1918, pero no fue aceptado. En septiembre de 1919 resultó gravemente herido en un accidente de coche, lo que le supuso estar varios meses de convalecencia, volviendo a continuación a Inglaterra. En 1920 firmó un contrato para participar en una nueva expedición antártica que iba a ser dirigida por John Cope, antiguo miembro del equipo del mar de Ross, pero al final se frustró la expedición. Él siguió manteniendo sus pretensiones de ser indemnizado por Shackleton, lo que originó una ruptura entre ambos, no siendo invitado a unirse a la expedición Quest, organizada por Shackleton que partió en 1921. Solicitó unirse a la expedición británica al Everest en 1921-22, pero fue rechazado.
Volvió a estar en candelero nuevamente cuando en 1923 fue galardonado con la Medalla Albert por sus esfuerzos para salvar la vida de Mackintosh y Spencer-Smith en 1916 durante el viaje para instalar los depósitos. Richards recibió la misma condecoración, así como Hayward y Ernest Wild, que también había muerto de fiebre tifoidea en 1918 en el Mediterráneo mientras prestaba servicio en la Armada, lo fueron a título póstumo. En 1929, Joyce publicó una polémica versión de sus diarios bajo el título The South Polar Trail, en el que destacó sobremanera su propio papel, restando importancia a las contribuciones de los demás, e incorporando detalles ficticios y coloridos. Luego intentó participar en otras expediciones que no prosperaron, dedicándose a escribir numerosos artículos y reportajes sobre la base de sus hazañas, finalmente encontró un trabajo tranquilo como portero de un hotel en Londres. Murió de causas naturales, con alrededor de 65 años de edad, el 2 de mayo de 1940. La afirmación de Bickel de que Joyce vivió hasta los ochenta, más allá de la fecha (1958) del primer cruce de la Antártida realizado por Vivian Fuchs y su grupo, es algo que nadie más sostiene. Joyce fue honrado dándole su nombre a un monte de la Antártida, el monte Joyce que se encuentra en 75°36′S 160°38′E / -75.600, 160.633.

### Fabulador
La versión que cuenta Joyce de los acontecimientos ocurridos en la Antártida y registrada en sus diarios, se ha descrito como poco fiable, y a veces como mera invención y "autobombo épico". Como ejemplo de sus fabulaciones se puede mencionar su auto nombramiento como capitán tras la expedición del mar de Ross; su pretensión de haber visto en la barrera de Ross la tienda donde murió Scott; la tergiversación de las instrucciones que le dio Shackleton en relación con su papel en el manejo de los trineos, él decía que le había dado autonomía cuando en realidad le indicó que estaría siempre a las órdenes de un oficial; su afirmación de que Shackleton le había prometido ser uno de los que iban a realizar la travesía de la Antártida, cosa que Shackleton declaró era falsa; y su costumbre, ya al final de su vida, de escribir de forma anónima a los periódicos alabando "al famoso explorador polar Ernest Mills Joyce ". Esta autopromoción ni molestó ni sorprendió a sus antiguos compañeros. "Es lo que yo esperaba", dijo Richards. "Era grandilocuente pero tenía un gran corazón y era un amigo incondicional". Alexander Stevens, el jefe científico del equipo, dijo algo parecido. Ellos sabían que Joyce, a pesar de su forma de ser jactanciosa, tuvo la voluntad y la determinación de "llevar arrastrando en trineo a varios hombres salvándoles de una muerte segura". Lord Shackleton, hijo del explorador, dijo que Joyce (con Mackintosh y Richards) es "uno de los que sobresalen en la historia del equipo del mar de Ross como un héroe ".